# C17H32O4
化学式C17H30O4（摩尔质量：300.43 g/mol）可指：
- 十一烷二酸二异丙酯，CAS号：89705-67-9
- 石蕊酸（2-甲基-3-十二烷基琥珀酸），CAS号：29838-46-8
- 十七烷二酸，CAS号：2424-90-0

|  | 这个同类索引页列出了具有相同分子式的化学物（即同分異構體）条目。 除非您是有意链接至本页，否则应将相应条目的内部链接指向正确的条目。 |